# Revolución serbia
La Revolución serbia (en serbio: Српска револуција / Srpska revolucija) fue un levantamiento nacional y un cambio constitucional en Serbia que tuvo lugar entre 1804 y 1835, durante el cual este territorio pasó de ser una provincia otomana a ser un territorio rebelde y una monarquía constitucional. La primera parte del período, de 1804 a 1817, estuvo marcada por una violenta lucha por la independencia del Imperio otomano, con dos levantamientos armados que terminaron con un alto el fuego. El período posterior (1817-1835) fue testigo de una consolidación pacífica del poder político de una Serbia cada vez más autónoma, que culminó con el reconocimiento del derecho a un gobierno hereditario por parte de los príncipes serbios en 1830 y 1833 y la expansión territorial de la joven monarquía. La adopción de la primera Constitución escrita en 1835 abolió el feudalismo y la servidumbre, e hizo al país tributario. Estos eventos marcaron la fundación de la Serbia moderna.
El período se divide a su vez como sigue:
- Primera insurrección serbia (1804-13), dirigida por Karađorđe Petrović.
- La rebelión de Hadži-Prodan del 27 de septiembre al 30 de diciembre de 1814 en las Nahiyas de Jagodina, Kragujevac y Požega.[6]
- Segunda insurrección serbia (1815-17), liderada por Milos Obrenović.
- Reconocimiento oficial del Estado serbio (1817-1835). Termina con la aprobación de la Constitución de Serbia.

La proclamación (1809) de Karađorđe en la capital Belgrado probablemente representó el ápice de la primera fase. Llamaba a la unidad nacional, basándose en la Historia serbia para exigir la libertad religiosa y el estado de derecho formal y escrito, que el Imperio Otomano no había proporcionado. También pidió a los serbios que dejaran de pagar impuestos a la Puerta Otomana, considerados injustos por su afiliación religiosa. Además de prescindir del impuesto de captación de los no musulmanes (jizya), los revolucionarios también abolieron todas las obligaciones feudales en 1806, sólo 15 años después de la Revolución francesa, la emancipación de los campesinos y los siervos representaba una importante ruptura social con el pasado. El gobierno de Milo Obrenović consolidó los logros de las sublevaciones, lo que llevó a la proclamación de la  primera constitución de los Balcanes y al establecimiento de la primera institución serbia de enseñanza superior que aún existe, la Gran Academia de Belgrado (1808). En 1830 y nuevamente en 1833, Serbia fue reconocida como un principado autónomo, con príncipes herederos que pagaban tributo anual a la Puerta Otomana. Finalmente, la independencia de facto llegó en 1867, con la retirada de las guarniciones otomanas del principado; la independencia de jure fue reconocida formalmente en el Congreso de Berlín en 1878.

## Antecedentes
Nuevas circunstancias, como la ocupación austriaca de Serbia, el ascenso de la élite serbia a través del Danubio, las conquistas de Napoleón en los Balcanes, y las reformas en el Imperio ruso, expusieron a los serbios a nuevas ideas. Ahora podían comparar claramente cómo sus compatriotas progresaban en la Austria cristiana, las provincias de Iliria y otros lugares, mientras que los serbios otomanos seguían sujetos a un impuesto basado en la religión que los trataba como ciudadanos de segunda clase.
Durante la ocupación austríaca de Serbia, (1788-91), muchos serbios sirvieron como soldados y oficiales en los ejércitos de los Habsburgo, donde adquirieron conocimientos sobre tácticas, organización y armas militares. Otros fueron empleados en oficinas administrativas en Hungría o en la zona ocupada. Empezaron a viajar en busca de comercio y educación, y se les expuso a las ideas europeas sobre la sociedad secular, la política, el derecho y la filosofía, incluyendo tanto el racionalismo como el romanticismo. Se encontraron con los valores de la Revolución Francesa, que afectaría a muchos comerciantes y personas educadas serbias. Había una activa comunidad serbia en el sur Imperio de los Habsburgo, desde donde las ideas se abrían paso hacia el sur, a través del Danubio. Otro modelo a seguir era el Imperio Ruso, el único país eslavo y ortodoxo independiente, que se había reformado recientemente y era ahora una seria amenaza para los turcos. La experiencia rusa implicaba una esperanza para Serbia.
Otros pensadores serbios encontraron fuerzas en la propia nación serbia. Dos importantes eruditos serbios fueron influenciados por el aprendizaje occidental para dirigir su atención a la propia lengua y literatura de Serbia. Uno fue Dositej Obradović (1743), un antiguo sacerdote que se fue a Europa Occidental. Decepcionado porque su pueblo tenía tan poca literatura secular, escrita principalmente no en lengua vernácula sino en antiguo eslavo eclesiástico o en la nueva lengua híbrida rusoserbia llamada serbio-eslavo, decidió acercar la lengua escrita a la lengua serbia vernácula que hablaba la gente común y así reunió gramáticas y diccionarios, escribió algunos libros él mismo y tradujo otros. Otros siguieron su ejemplo y revivieron los cuentos de la gloria medieval de Serbia. Más tarde se convirtió en el primer ministro de Educación de la Serbia moderna (1805).
La segunda figura fue Vuk Karadžić (1787). Vuk fue menos influenciado por el racionalismo de la Ilustración que Dositej Obradović y más por el Romanticismo, que romantizó las comunidades rurales y campesinas. Vuk coleccionó y publicó poesía épica serbia, trabajo que ayudó a construir la conciencia serbia de una identidad común basada en costumbres e historia compartidas. Este tipo de autoconciencia lingüística y cultural fue un rasgo central del nacionalismo alemán en este período, y los intelectuales serbios aplicaron ahora las mismas ideas a los Balcanes.

## Primera insurrección serbia (1804-1813)

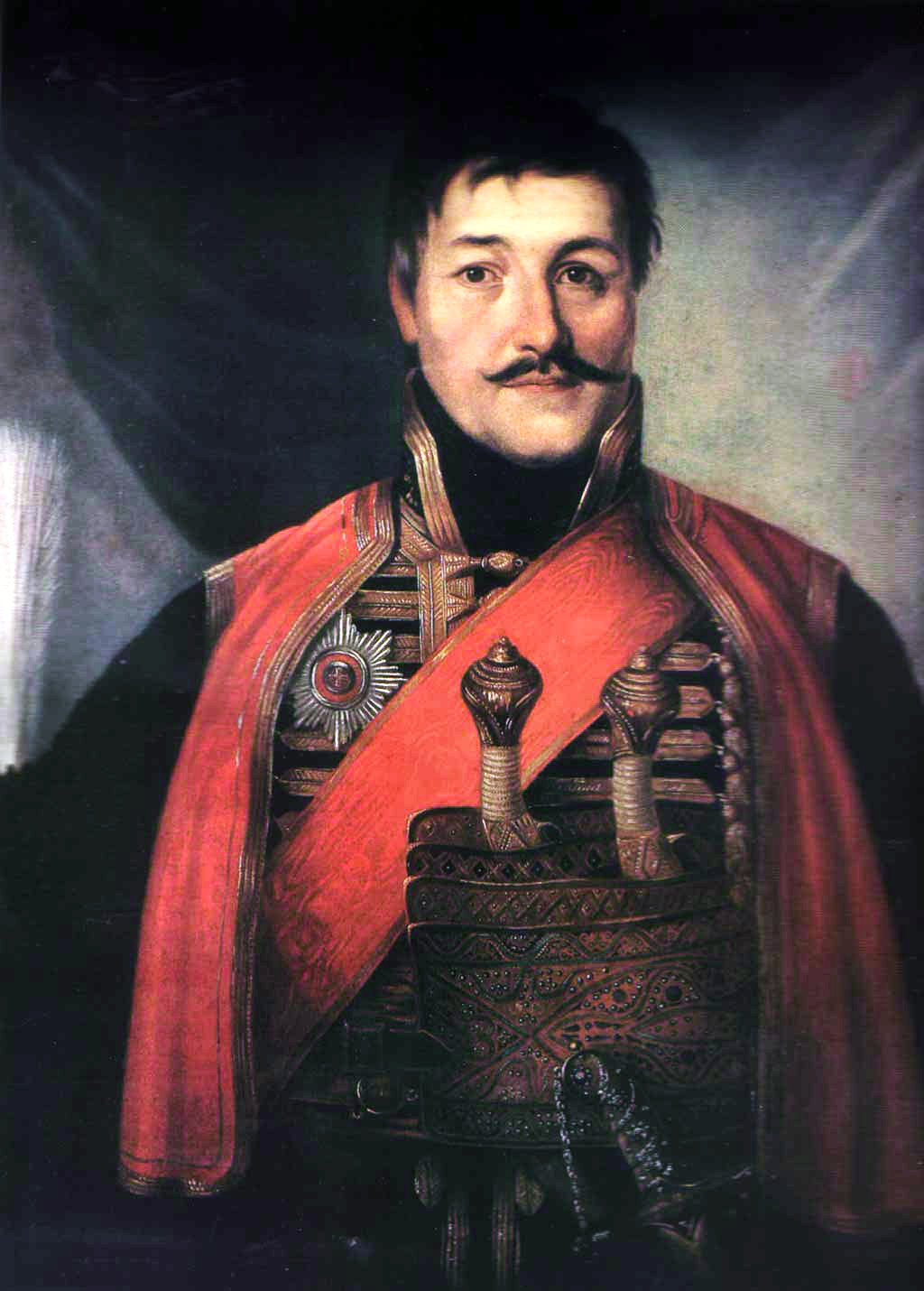
Karađorđe Petrović, líder de la primera insurrección serbia

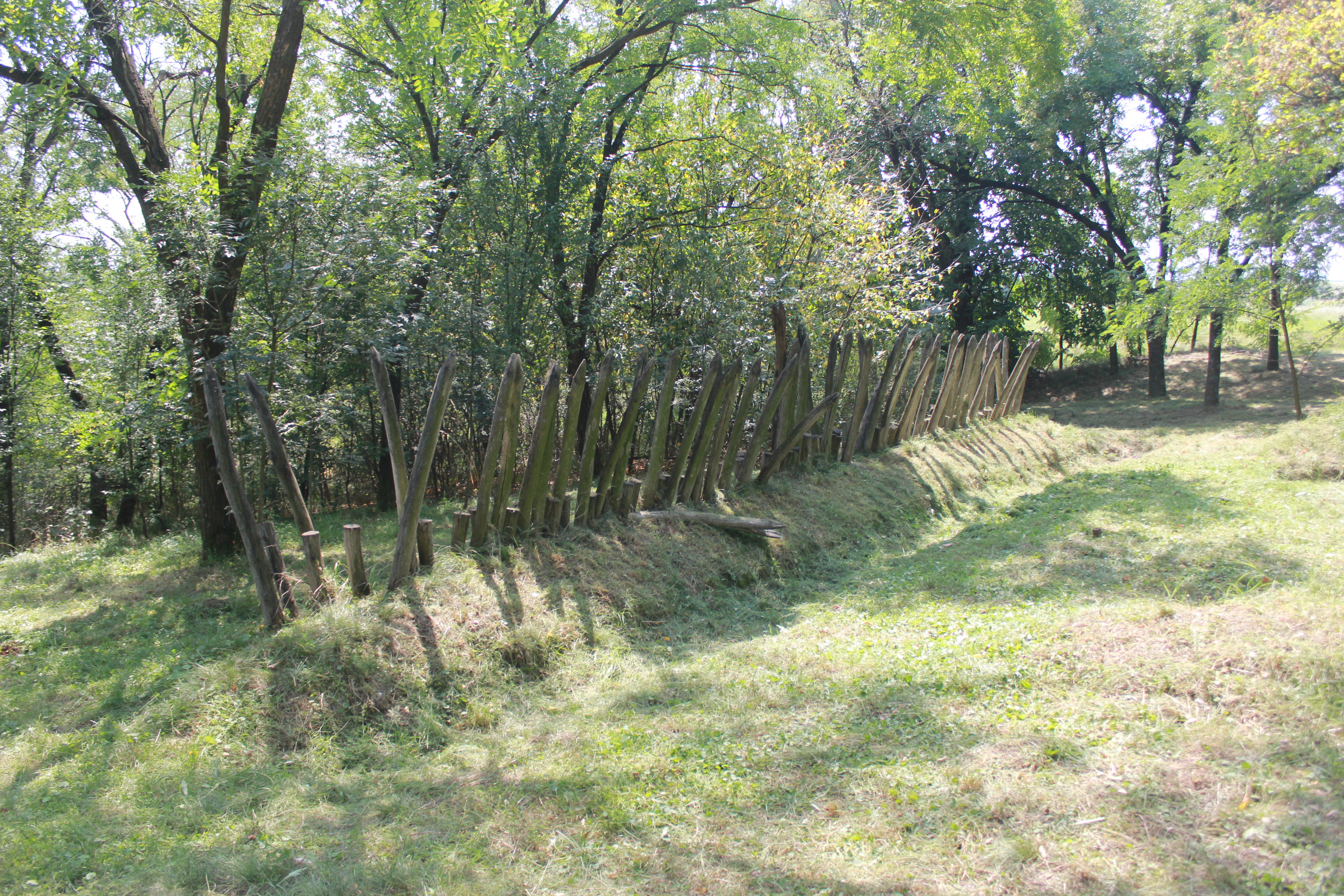
Restos de un fuerte de la batalla de Ivankovac

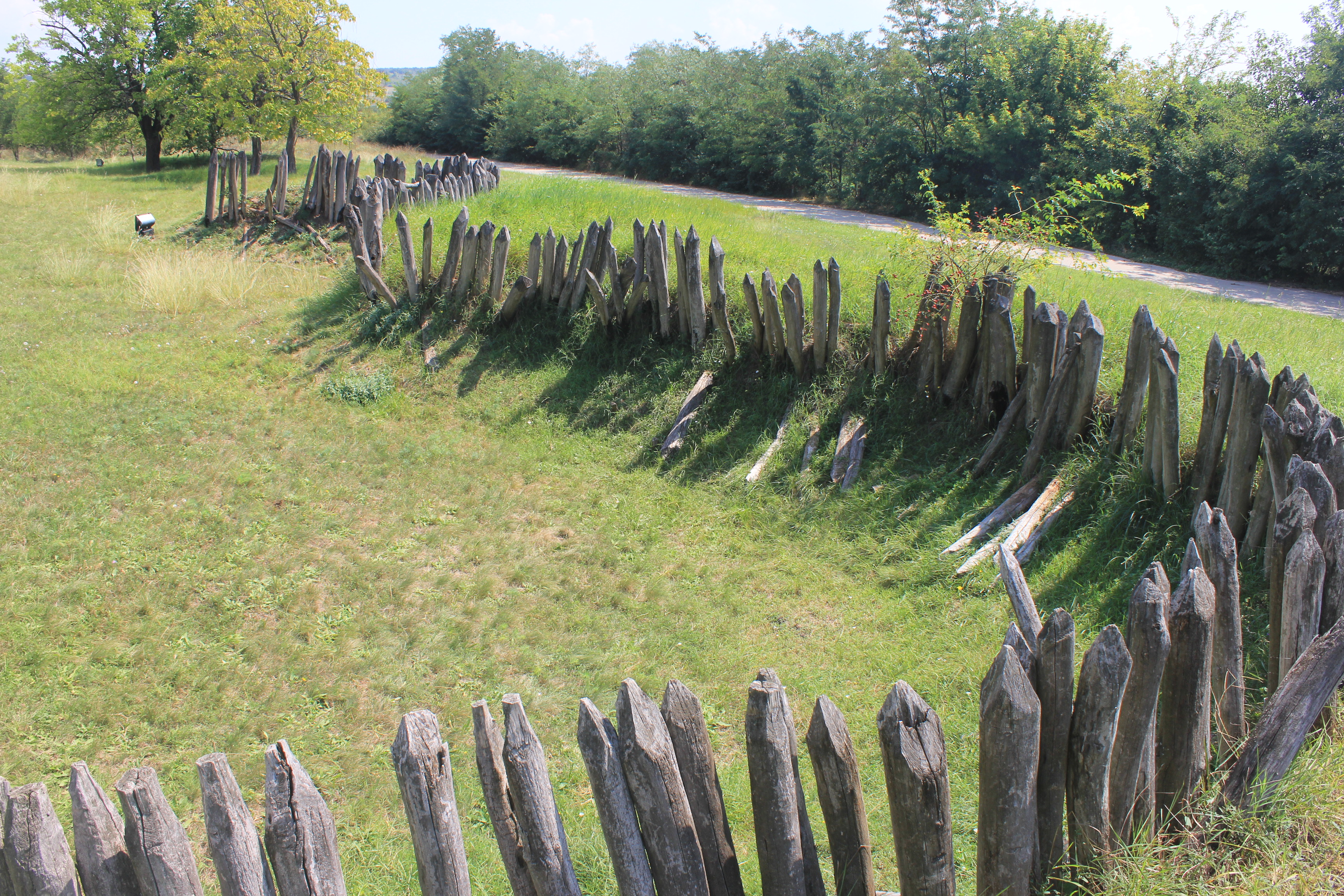
Restos de un fortín de la batalla de Deligrad

Durante el Primer Levantamiento Serbio (1804-1813), Serbia se percibió a sí misma como un estado independiente por primera vez después de 300 años de sometimiento al Imperio otomano y breves ocupaciones Austria. Alentada por el Imperio Ruso, las demandas de autogobierno dentro del Imperio Otomano en 1804 se convirtieron en una guerra de independencia en 1807. Combinando la democracia campesina patriarcal con los objetivos nacionales modernos, la revolución serbia atrajo a miles de voluntarios entre los serbios de los Balcanes y de Europa Central. La revolución serbia se convirtió finalmente en un símbolo del proceso de construcción de la nación en los Balcanes, provocando el descontento campesino entre los cristianos tanto en Grecia como en Bulgaria. Tras un exitoso asedio con 25 000 hombres, el 8 de enero de 1807 el carismático líder de la revuelta, Karađorđe Petrović, proclamó Belgrado como la capital del Serbia.

La Serbia revolucionaria en 1809

La Serbia revolucionaria en 1813

Los serbios respondieron a las brutalidades otomanas estableciendo instituciones separadas: El Consejo de Gobierno de Serbia. Praviteljstvujušči Sovjet, la Gran Academia, Velika škola, la Academia Teológica, Bogoslovija y otros órganos administrativos. Karađorđe y otros líderes revolucionarios enviaron a sus hijos a la Gran Academia, que tenía entre sus estudiantes Vuk Stefanović Karadžić (1787-1864), el reformador del alfabeto serbio. Belgrado fue repoblado por líderes militares locales, comerciantes y artesanos, pero también por un importante grupo de serbios ilustrados del Imperio de los Habsburgo que dieron un nuevo marco cultural y político a la sociedad campesina igualitaria de Serbia. Dositej Obradović, una figura prominente de los Balcanes  Ilustración, el fundador de la Gran Academia, se convirtió en el primer ministro de Educación de Serbia en 1811.
Después del Tratado de Bucarest (mayo de 1812) y de la invasión francesa de Rusia en junio de 1812, el Imperio Ruso retiró su apoyo a los rebeldes serbios; no queriendo aceptar nada menos que independencia, una cuarta parte de la población de Serbia, actualmente alrededor de 100 000 personas, se exilió al Imperio de los Habsburgo, incluyendo al líder del Levantamiento, Karađorđe Petrović. Recapturado por los otomanos en octubre de 1813, Belgrado se convirtió en un escenario de brutal venganza, con cientos de sus ciudadanos masacrados y miles vendidos como esclavos en Asia. El dominio directo de los otomanos también significó la abolición de todas las instituciones serbias y el regreso de los turcos otomanos a Serbia.

### La rebelión de Hadži-Prodan (1814)

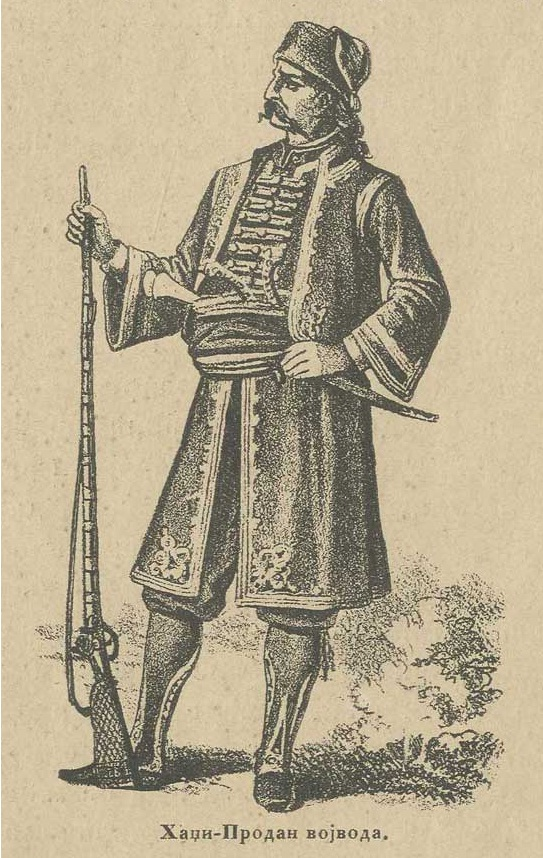
Hadži-Prodan

A pesar de la batalla perdida, las tensiones persistieron. En septiembre de 1814 una infructuosa revuelta fue lanzada por Madripo Prodan Gligorijević, uno de los veteranos del Primer Levantamiento Serbio. Sabía que los turcos lo arrestarían, así que decidió resistirse a ellos. Miloš Obrenović, otro veterano, sintió que no era el momento adecuado para un levantamiento y no proporcionó ayuda.
El levantamiento fracasó a finales de diciembre y huyó a Austria. Después de un motín en una finca turca en 1814, las autoridades turcas masacraron a la población local y empalaron públicamente a 200 prisioneros en Belgrado. En marzo de 1815, los serbios habían celebrado varias reuniones y decidieron una nueva revuelta.

## Segunda insurrección serbia (1815-17)

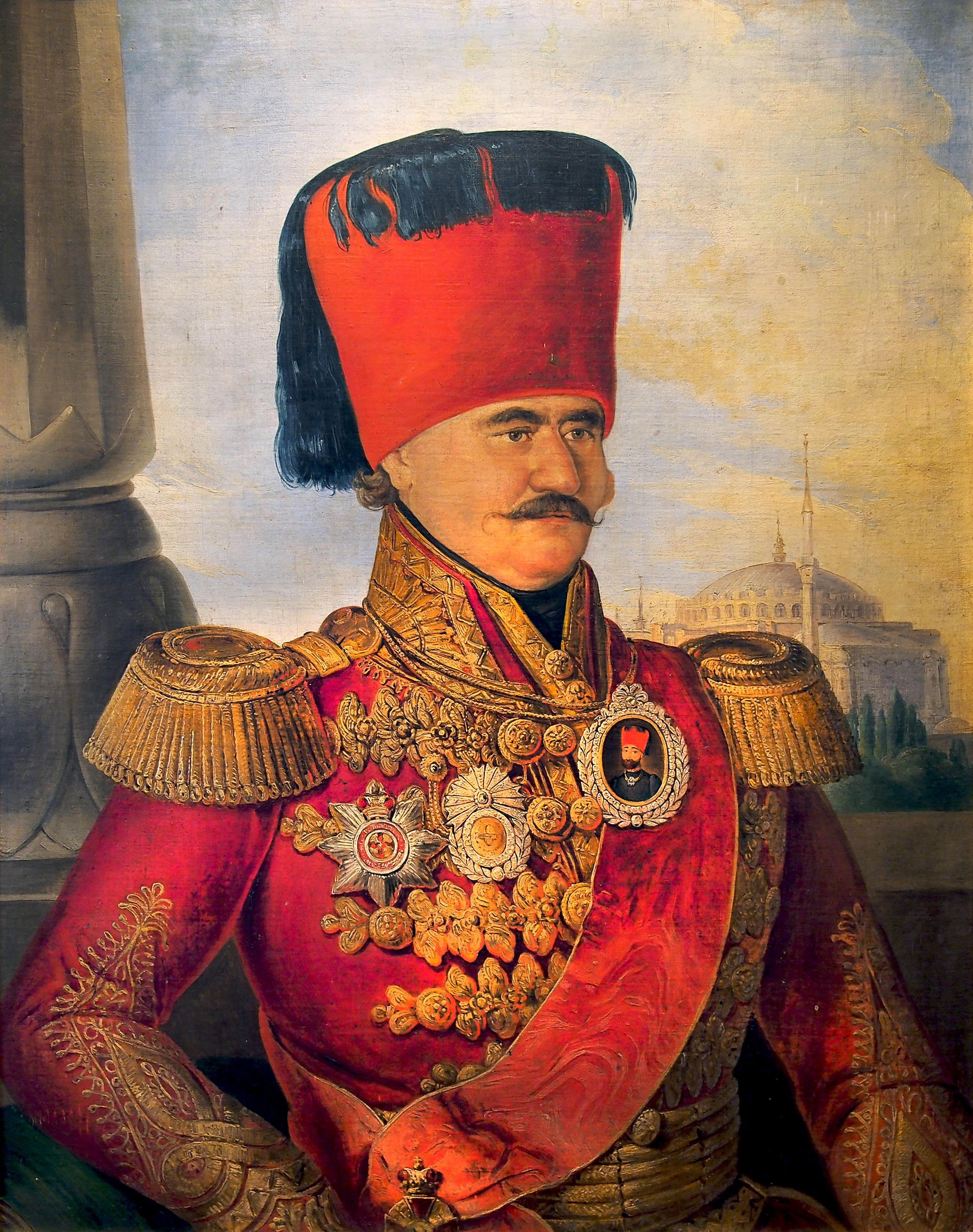
Miloš Obrenović, jefe del Segundo Levantamiento Serbio y primer príncipe de Serbia

El Segundo Levantamiento Serbio (1815-1817) fue una nueva fase de la revolución nacional de los serbios contra el Imperio otomano, que estalló poco después de la brutal anexión del país al Imperio Otomano en 1813 y la fallida revuelta de 1814. El consejo revolucionario proclamó un levantamiento en Takovo el 23 de abril de 1815, con Miloš Obrenović elegido como líder (mientras Karađorđe estaba todavía en el exilio en Austria).
La decisión de los jefes serbios se basó en dos razones. En primer lugar, temían una masacre general de notables. En segundo lugar, se enteraron de que Karađorđe estaba planeando regresar del exilio en Rusia. La facción anti-Karađorđe, incluyendo a Miloš Obrenović, estaba ansiosa por anticiparse a Karađorđe y mantenerlo fuera del poder.

Principado de Serbia en 1817

La lucha se reanudó en la Pascua de 1815, y Milos se convirtió en el jefe supremo de la nueva revuelta. Cuando los otomanos descubrieron esto, sentenciaron a todos sus dirigentes a la muerte. Los serbios lucharon en las batallas de Ljubic, Čačak, Palez, Poznan y Dublje y lograron reconquistar el Sanjacado de Smederevo.
Miloš abogó por una política de restricción: los soldados otomanos capturados no fueron asesinados y los civiles fueron liberados. Su objetivo, según proclamó, no era la independencia, sino el fin del mal gobierno abusivo.
La situación europea favorecía por entonces a la causa serbia. Los medios políticos y diplomáticos en las negociaciones entre el Príncipe de Serbia y la Sublime Puerta, en lugar de nuevos enfrentamientos bélicos coincidieron con las reglas políticas en el marco de la Europa de Metternich. El príncipe Milo, un político astuto y capaz, para confirmar su lealtad a la Puerta, ordenó en 1817 el asesinato de la Puerta. La derrota final de Napoleón en 1815 despertó en Turquía el temor de que Rusia volviera a intervenir en los Balcanes. Para evitarlo, el sultán accedió a convertir a Serbia en un estado vasallo, semiindependiente pero nominalmente responsable ante la Puerta.

## Situación legal de Serbia (1815-30)

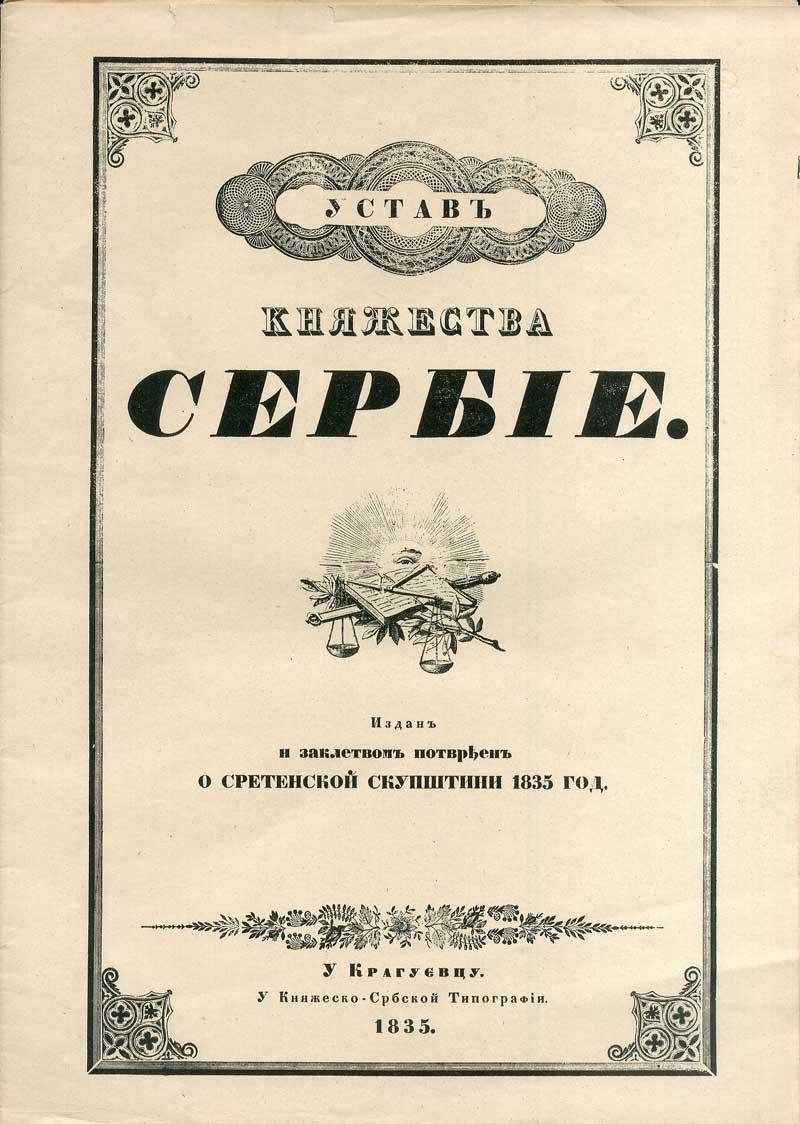
Constitución del 15 de febrero de 1835.

A mediados de 1815, se iniciaron las primeras negociaciones entre Obrenović y Marashli Ali Pasha, el gobernador otomano. El resultado fue el reconocimiento de un Principado de Serbia por el Imperio Otomano. Aunque era un estado vasallo de la Sublime Puerta (tributo fiscal anual), era, en la mayoría de los aspectos, un estado independiente. Para 1817, Obrenović logró obligar a Marashli Ali Pasha a negociar un acuerdo no escrito, terminando así con el Segundo levantamiento serbio. Ese mismo año, Karađorđe, el líder del Primer Levantamiento (y el rival de Obrenović por el trono) regresó a Serbia y fue asesinado por orden de Obrenović; Obrenović recibió posteriormente el título de Príncipe de Serbia.
Durante el período intermedio ("autonomía virtual" - el proceso de negociación entre Belgrado y Constantinopla 1817-1830) el Príncipe Miloš Obrenović I consiguió una reducción gradual pero efectiva del poder turco y las instituciones serbias inevitablemente llenaron el vacío. A pesar de la oposición, se creó el ejército serbio, transfirió propiedades a la joven burguesía serbia y aprobó las "leyes de la granja" que protegían a los campesinos de los usureros y las quiebras.
El nuevo plan de estudios y el restablecimiento de la Iglesia Ortodoxa Serbia reflejaba el interés nacional serbio. A diferencia de la tradición medieval serbia, el Príncipe Milos separó la educación de la religión, con el argumento de que podía oponerse a la Iglesia a través de una educación independiente (laicidad) más fácilmente. Para entonces la Gran Academia de Belgrado había estado en funcionamiento durante décadas (desde 1808).
La Convención de Akkerman (1828), el Tratado de Adrianópolis (1829) y finalmente, el Hatt-i humayun del sultan Mahmut II en 1830, reconoció formalmente al Principado de Serbia como un estado vasallo con Miloš Obrenović I como su Príncipe heredero obteniendo como ganancias territoriales Aleksinac, Kladovo (manteniendo los otomanos la fortaleza hasta abril de 1867 como la de Belgrado), Negotin y Zaječar.